# Agaricomycetidae
Agaricomycetidae är en underklass av svampar inom fylumet basidiesvampar.